# Кокузек
Кокузек (Кок-Узек, Кокозек) — река в России, протекает в Алтайских горах по Кош-Агачскому району Республики Алтай.

## Описание
Исток реки находится в отрогах Южно-Чуйского хребта. Пересекает всю Чуйскую степь, устье реки находится на высоте 1736 над у.м., в 195 км по левому берегу реки Чуя, в районе села Ортолык. Длина реки составляет 55 км, площадь водосборного бассейна 710 км².

## Этимология
От алт. Кӧк — голубой синий; Ӧзӧк — река, ручей, лог; — буквально синий голубой лог, долина.

## Бассейн
- 10 км: Ирбисту (лв)
  - 19 км: Озек (пр)
  - Тыстой (лв)
  - Сайлуярык (лв)
  - Тымойн (лв)
  - Тесьтой (лв)
  - Иунвалучин (лв)
- 24 км: Себыстей (лв)

## Данные водного реестра
По данным государственного водного реестра России относится к Верхнеобскому бассейновому округу, водохозяйственный участок реки — Катунь, речной подбассейн реки — Бия и Катунь. Речной бассейн реки — (Верхняя) Обь до впадения Иртыша.